# Protistas (banda)
Protistas es una banda de indie rock formada en 2008 en Santiago, Chile. Cuentan con cuatro LP, Nortinas War (Cazador, 2010), Las Cruces (Cazador, 2012), Nefertiti (2014, Quemasucabeza), Microonda (2017, Quemasucabeza) y un EP (EP1, 2009).

## Historia
Protistas comienza en la primavera de 2008 con Álvaro Solar (voz principal y guitarra) y Andrés Acevedo (batería y coros), a quienes prontamente se les une Francisco Marín (guitarra y coros) y más tarde Benjamín Varas (bajo y teclados). Luego de las salidas amistosas de Marín y Varas, toman sus lugares Alejandro Palacios (bajo, trompeta, bombardina) y Julián Salas (guitarra). Esta formación es la que presenta por estos días su nuevo disco Las Cruces, grabado en los estudios Triana por el productor Andrés Nusser, líder de los también chilenos Astro.
La banda ha participado en diversos festivales tanto en Chile como en el extranjero, algunos de ellos son Primavera Fauna (Santiago, 2011 y 2012), Neutral (Santiago, 2013), Nrmal (Monterrey, 2013), SXSW (Austin, Texas, 2013) y Lollapalooza (Santiago, 2013), entre otros.

## Uso en la cultura popular
- "Mi pieza" fue utilizado la teleserie de MTV Latino Ultimo año.